# Váh (odrůda révy vinné)
Váh je středně pozdní až pozdní moštová odrůda révy vinné (Vitis vinifera), používaná k výrobě červených vín. Odrůda byla vyšlechtěna na Slovensku v roce 1976, Ing. Dorotou Pospíšilovou, Ph.D. a kolektivem šlechtitelů Výzkumného ústavu vinohradnického Bratislava, křížením odrůd Castets a Abouriou noir.
Křížením těchto dvou odrůd vzniklo 85 semenáčků, ze kterých bylo vyselektováno pro další zkoušky osm jedinců. Pro velkou heterogenitu znaků potomstva byly dále selektovány čtyři typy, ze kterých později vzešly sesterské odrůdy Váh, Hron, Nitranka a Rimava, vesměs nesoucí jména slovenských řek.
Castets je autochtonní, středně pozdní, modrá moštová odrůda původu Vitis vinifera z francouzského jihozápadu, z départementu Gironde, která se sem údajně měla dostat z podhůří Pyrenejí, či, podle jiné teorie, byla jako semenáček nalezena r. 1870 poblíž lesa u obce Saint-Macaire a namnožena místním vinařem jménem Nicouleau. Každopádně, jméno získala po muži jménem Castets, který se zasloužil o její rozšíření kolem r. 1875. Je pěstována velmi vzácně, roku 1998 na 0,5 ha a mísena do cuvée vín Vin de Pays v okolí města Aveyron severně od Gaillac, její pěstování je připuštěno též v Provence, v AOC Palette a Vins d'Estaing. Odrůda je poměrně odolná, ale vína dává průměrná.
Abouriou noir je autochtonní, raná, modrá moštová odrůda původu Vitis vinifera z jihozápadní Francie, z regionu Sud-Ouest, z départementu Lot-et-Garonne. Je potomkem odrůdy Magdeleine Noire des Charentes  a pochází ze semenáčku, který byl nalezen kolem r. 1840 a další selekcí upravován do dnešní podoby. Odrůda byla v roce 2007 pěstována ve Francii ve třech klonech na 388 ha s klesající tendencí. Do cuvée se užívá v AOC Côtes du Marmandais a Vins d’Estaing a dále v mnoha Vin de Pays v regionu Sud-Ouest a v údolí Loiry. Pěstuje se též v Austrálii a v Kalifornii. Poměrně odolná odrůda dává kvalitní vína, kterým někdy schází acidita.

## Popis
Réva vinná (Vitis vinifera) odrůda Váh je jednodomá dřevitá pnoucí liána, dorůstající v kultuře až několika metrů. Kmen tloušťky až několik centimetrů je pokryt světlou borkou, která se loupe v pruzích. Úponky révy umožňují této rostlině pnout se po pevných předmětech. Růst je bujný se vzpřímenými letorosty.
List je středně velký až velký, okrouhlý, pětilaločnatý s mělkými až středně hlubokými výkroji, , čepel listu je vrásčitá, mírně zvlněná, na spodní straně středně hustě štětinkatá a jemně chloupkatá. Řapíkový výkroj je lyrovitý, úzce otevřený až lehce překrytý.
Oboupohlavní pětičetné květy v hroznovitých květenstvích jsou žlutozelené, samosprašné. Hrozny jsou malé až středně velké (15 x 11 cm, 102 g), kuželovité až nepravidelné, volné až řídké, u báze rozvětvené, bobule jsou malé (10 mm, 1,2 g), kulaté, modré, slupka je pevná, dužina je rosolovitá, výrazné trávově-kabernetové chuti

## Původ a rozšíření
Váh je moštová odrůda révy vinné (Vitis vinifera). Odrůda byla vyšlechtěna na Slovensku v roce 1976, Ing. Dorotou Pospíšilovou, Ph.D. a kolektivem šlechtitelů Výzkumného ústavu vinohradnického Bratislava, křížením odrůd Castets a Abouriou noir. V Listině registrovaných odrůd SR je odrůda zapsána od roku 2011, již od roku 2004 je právně chráněná.
Na Slovensku je odrůda pěstována na nevelkých plochách. Ve Státní odrůdové knize České republiky není zapsána, není uvedena ani mezi odrůdami, ze kterých je dovoleno vyrábět zemská vína. V České republice se pěstuje pouze velmi okrajově, na Moravě, kde se lze na místních koštech vzácně setkat s odrůdovými víny.

## Název
Název odrůdy je odvozen od názvu slovenské řeky Váh, názvy řek jsou slovenskými šlechtiteli používány pro nové odrůdy révy poměrně často. Šlechtitelské označení odrůdy je CAAB 3/13.

## Pěstování
Pro všechny odrůdy z tohoto křížení platí, že má husté olistění a tvoří velké listy, zastiňující značnou část hroznů. Je proto vhodné asi třetinu listové plochy, zejména v pásmu hroznů, odstranit. Réví dobře vyzrává, přesto je odrůda citlivější vůči zimním mrazům. Pro pozdější rašení není ohrožována pozdními jarními mrazy. Hodí se pro většinu vedení, vhodné jsou podnože SO-4 a T 5C, které brzdí růst, omezeně i Cr 2 či 125 AA. Výnos je střední, 9-12 t/ha při cukernatosti moštu 18,5-23 °NM a aciditě 7-9,5 g/l. Výlisnost moštu je nižší, z 1 kg hroznů asi 570 ml.

### Fenologie
Váh raší dosti pozdně, kvete však poměrně brzy, sklizňové zralosti dosahuje v polovině až koncem října.

### Choroby a škůdci
Odrůda je průměrně odolná houbovým chorobám a škůdcům, při běžné chemické ochraně je zvládá bez problémů. Řidší hrozny na keřích ani při nepříznivém podzimním počasí nehnijí.

### Poloha a půdy
Odrůda vyžaduje teplé a slunné polohy, dobře chráněné před zimními mrazy a záhřevné půdy, nejlépe hlinitopísčité

## Víno
Mladé víno je krásné, temně červené barvy, drsnější, s výraznou kabernetovou chutí, přecházející až do zelené papriky. Vyzráváním se víno zjemňuje a harmonizuje, proto je určeno k dlouhodobější archivaci a nemělo by se pít mladé. Různým cuvée dodávají odrůdová vína barvu, strukturu a obohacují je o chuťový rozměr.

### Multimédia
- Ing. Radek Sotolář : Multimediální atlas podnožových, moštových a stolních odrůd révy, Mendelova zemědělská a lesnická universita Brno, zahradnická fakulta v Lednici
- Martin Šimek : Encyklopédie všemožnejch odrůd révy vinné z celýho světa s přihlédnutím k těm, co již ouplně vymizely, 2008-2012